# Operacja Desert Shield

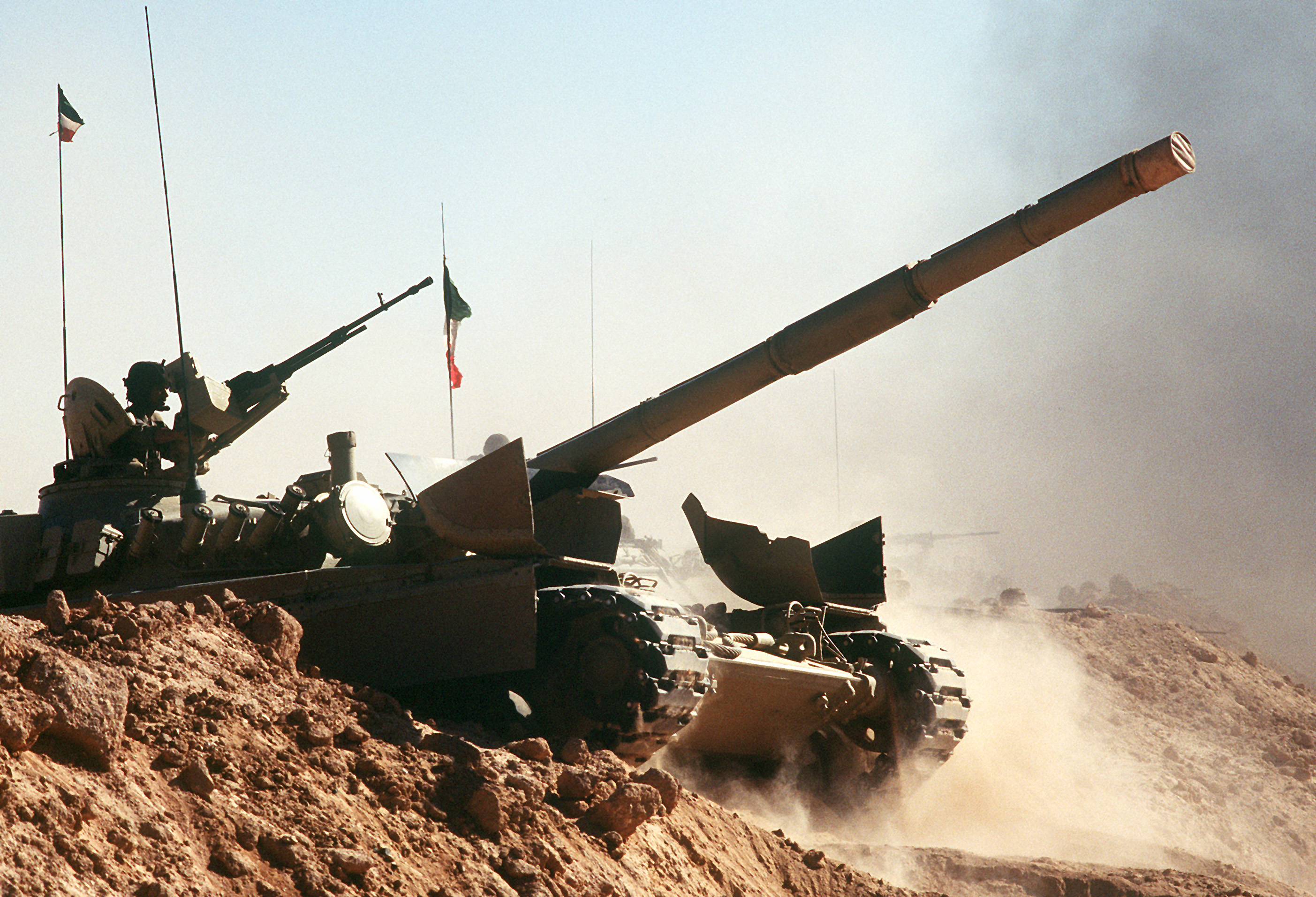
Kuwejcki czołg M-84 przejeżdża przez okop w ramach pokazu zdolności bojowych podczas operacji Deser Shield

Desert Shield (Pustynna Tarcza) – operacja wojskowa koalicji antyirackiej, mającej na celu osłonę Arabii Saudyjskiej przed atakiem sił zbrojnych Iraku. 

## Historia
Nocą 2 sierpnia 1990 r. na rozkaz dyktatora Iraku Saddama Husajna 3 dywizje irackie wkroczyły na terytorium Kuwejtu. Niewielkie siły zbrojne Kuwejtu stawiały opór przez 3 dni, po czym wycofały się do Arabii Saudyjskiej. Dyktator Iraku sadząc, że społeczność międzynarodowa ograniczy się do protestów dyplomatycznych, przemawiając dawał do zrozumienia, iż następnym celem ataku będzie ten kraj. Jednak Rada Bezpieczeństwa ONZ wezwała Irak do wycofania się z Kuwejtu oraz nałożyła dotkliwe sankcje gospodarcze i udzieliła mandat do zbrojnego wyzwolenia Kuwejtu spod okupacji.
Jednocześnie z formowaniem koalicji antyirackiej odbywała się operacja przerzutu wojsk sojuszniczych do Arabii Saudyjskiej. Najszybciej przerzucono amerykańskie jednostki lotnicze. 12 sierpnia 1990 r. stacjonowało tam 501 samolotów, ponadto w rejon konfliktu skierowano 3 amerykańskie lotniskowce i przerzucono pierwsze jednostki piechoty powietrznodesantowej.
Oprócz Stanów Zjednoczonych do Arabii Saudyjskiej skierowały swoje wojska także Wielka Brytania, Francja, Egipt, Syria, Bangladesz, Pakistan, Afganistan, Katar, Włochy, Polska, Czechosłowacja, Maroko, Nigeria, Bahrajn, Oman, Zjednoczone Emiraty Arabskie i Senegal.